# Pukkisaari (ö i Södra Österbotten, Kuusiokunnat)
Pukkisaari är en ö i Finland. Den ligger i sjön Ranta-Töysän järvi och i kommunen Alavo i den ekonomiska regionen  Kuusiokunnat  och landskapet Södra Österbotten, i den centrala delen av landet, 280 km norr om huvudstaden Helsingfors. Öns area är 4,4 hektar och dess största längd är 320 meter i sydöst-nordvästlig riktning.